# دودلاکاین، استرالیای غربی
دودلاکاین (به انگلیسی: Doodlakine) یک شهرک در استرالیا است که در استرالیای غربی واقع شده‌است.